# Valentine Logue
Valentine Darte Logue FRCS FRCP (1 de noviembre de 1913 - 28 de diciembre de 2000) fue un neurocirujano británico.

## Primeros años
Logue nació el 1 de noviembre de 1913 en Perth, Australia. Fue el segundo de tres hijos de Myrtle (de soltera Gruenert) y Lionel Logue. La familia se trasladó a Londres en 1924, donde su padre fue un terapeuta del habla pionero conocido por su trabajo con el rey Jorge VI.

## Carrera
Logue se graduó de MBBS en el King's College de Londres en 1936. Comenzó su entrenamiento quirúrgico en el Hospital St George's, calificando como MRCP y FRCS en 1938. Inicialmente se entrenó como cirujano general y en 1940 fue nombrado consultor en St George's, tratando a víctimas del Blitz.
Logue desarrolló un interés en la neurocirugía en 1941 después de conocer a Wylie McKissock, quien lo animó a especializarse. Se entrenó bajo la tutela de McKissock durante dos años y medio.
En 1965, Logue estableció un departamento de estudios neuroquirúrgicos en el Hospital Nacional de Enfermedades Nerviosas, dentro de University College London (UCL). Fue nombrado profesor en 1968 y en 1974 fue designado presidente de neurocirugía tras una donación a través del Instituto de Neurología, siendo la primera cátedra profesional de neurocirugía en Inglaterra.
Logue es descrito en Plarr's Lives of the Fellows como "uno de los neurocirujanos más distinguidos de su generación". Fue presidente de la Sociedad de Cirujanos Neurológicos Británicos en 1974 y colaboró en la creación de la Asociación Europea de Sociedades Neuroquirúrgicas. En 1993 recibió una medalla de honor de la Federación Mundial de Sociedades Neuroquirúrgicas.

## Vida personal
En 1944, Logue se casó con Anne Bolton, quien se convirtió en consultora de psiquiatría infantil en el Hospital Middlesex. La pareja tuvo dos hijas.
En la década de 1980, Logue fue abordado por el guionista David Seidler para acceder a los documentos de su padre, que más tarde se convirtieron en la base del guion de Seidler que fue adaptado en la película "El discurso del rey".